# Plagiograpta macrodonta
Plagiograpta macrodonta är en fjärilsart som beskrevs av George Francis Hampson 1907. Plagiograpta macrodonta ingår i släktet Plagiograpta och familjen trågspinnare. Inga underarter finns listade i Catalogue of Life.